# جان كلود
جان كلود (بالفرنسية: Jean Claude) هو عالم عقيدة فرنسي، ولد في 1619 في La Sauvetat-du-Dropt ‏ في فرنسا، وتوفي في 13 يناير 1687 في لاهاي في هولندا.